# Epidendrum pendens
Epidendrum pendens är en orkidéart som beskrevs av Louis Otho Otto Williams. Epidendrum pendens ingår i släktet Epidendrum och familjen orkidéer. Inga underarter finns listade i Catalogue of Life.